# Sălciua (gmina)
Sălciua – gmina w Rumunii, w okręgu Alba. Obejmuje miejscowości Dealu Caselor, Dumești, Sălciua de Jos, Sălciua de Sus, Sub Piatră i Valea Largă. W 2011 roku liczyła 1428 mieszkańców. 